# 基伊 (阿登省)
基伊（法語：Quilly，法語發音：[kiji] ⓘ）是法国大东部大区阿登省的一个市镇，属于武济耶区。

## 地理
基伊（49°24'28"N, 4°35'57"E）面积5.49 平方千米，位于法国大東部大區阿登省，该省份为法国北部内陆省份，西接埃纳省，南至马恩省，东临默兹省，北与比利时接壤。
与基伊接壤的市镇（或旧市镇、城区）包括：沙尔德尼、库洛姆和马尔克尼、格里维-卢瓦西、莱凡库尔、图尔塞勒-肖蒙。

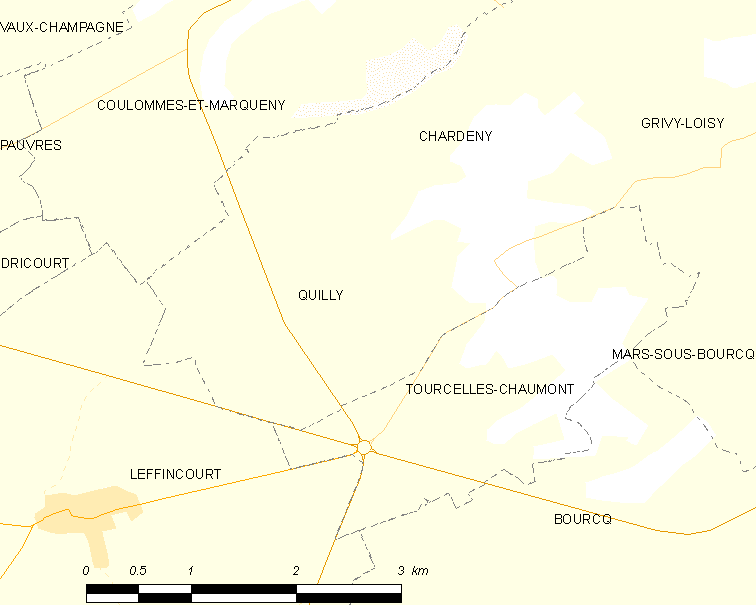
的OSM定位图

基伊的时区为UTC+01:00、UTC+02:00（夏令时）。

## 行政
基伊的邮政编码为08400，INSEE市镇编码为08351。

## 政治
基伊所属的省级选区为阿蒂尼县。

## 人口

1962-2008年间人口变化图示

基伊于2022年1月1日时的人口数量为66人。